# Naupliusauge

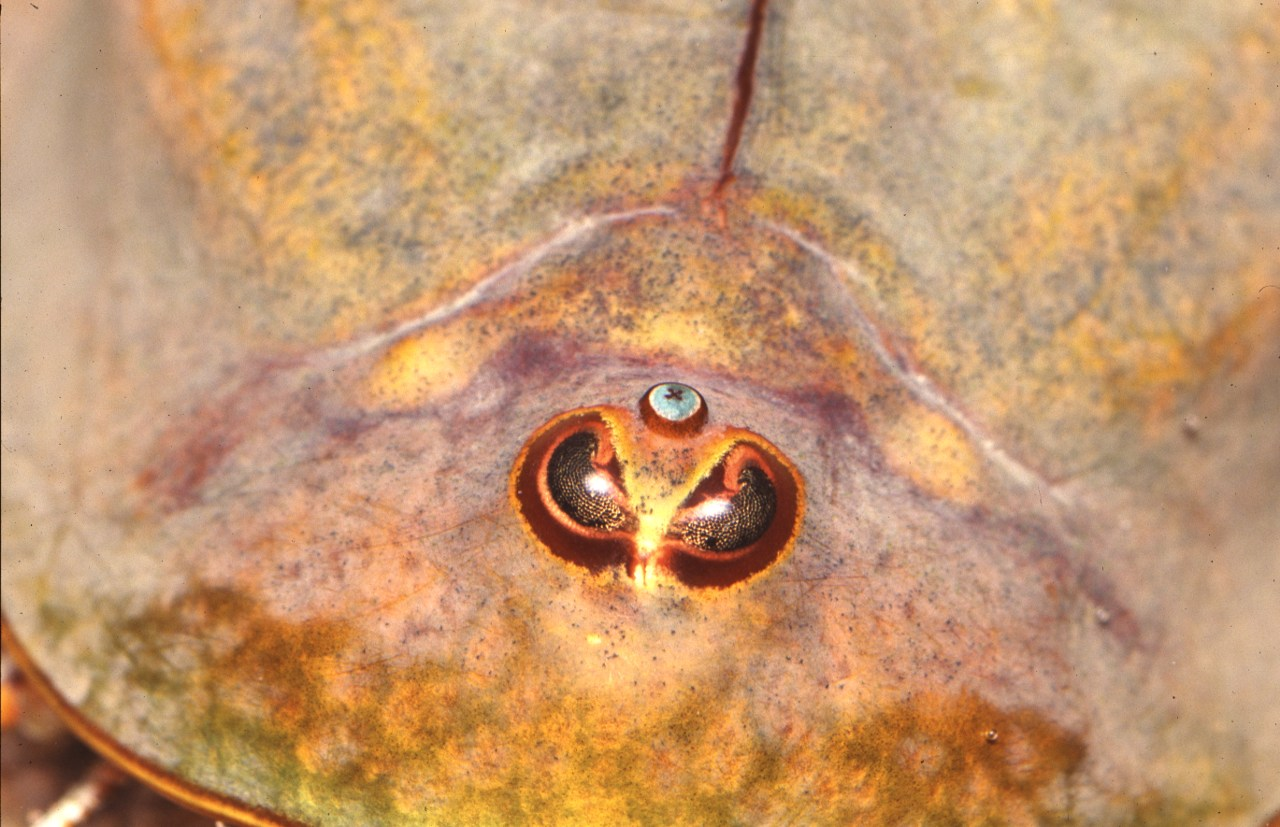
Naupliusauge bei Triops, einem Vertreter der Kiemenfußkrebse

Das Naupliusauge oder Medianauge ist das charakteristische  Merkmal der Naupliuslarve, des apomorphen Entwicklungsstadiums der Krebstiere. Es ist ein unpaares (einfach vorhandenes) Auge (Ocellus), das aus drei Pigmentbecherocellen besteht und zentral (median) auf der Stirn (Prostomium) liegt. Es ist im Lauf der stammesgeschichtlichen Entwicklung aus der Verschmelzung der vier ursprünglich bei den Euarthropoden (Gliederfüßer) vorhandenen Medianaugen entstanden.
Bei adulten Ruderfußkrebsen (Copepoda) und den meisten Muschelkrebsen (Ostracoda) ist das Naupliusauge das einzige Auge. Weiterhin kommen Medianaugen auch bei den Adulten der Springschwänze, Felsenspringer und einer Fischchen-Art (Tricholepidion gertschi) vor.